# Rober Eryol
Rober İsaac Eryol (Mersin, 21 de dezembro de 1930 - 21 de dezembro de 2000) foi um futebolista turco, que atuava como meia.

## Carreira
Rober Eryol era de origem judia, fez parte do elenco da Seleção Turca de Futebol que disputou a Copa do Mundo de 1954.

## Ligações Externas
- Perfil em FIFA.com (em inglês)